# コルトマルテーズ 皇帝の財宝を狙え!
コルトマルテーズ 皇帝の財宝を狙え！（コルトマルテーズ ツアーのざいほうをねらえ、Corto Maltese: La Cour secrète des arcanes）は2002年のフランス・イタリア・ルクセンブルクの合作映画。
ユーゴ・プラットの人気バンドデシネのコルト・マルテーゼシリーズをアニメ化した作品である。20世紀初頭の革命期を舞台に、金塊をめぐる戦いを描いた冒険アニメ。日本アニメの影響を強く受けつつも、それとは一線を画すタイプのアニメーションに仕上げた。

## ストーリー
ロシア革命以降の東アジアを舞台の中心に、革命政権と反革命軍の戦争が勃発し、反革軍の積んだ金塊が狙われ、その争いにコルト・マルテーズが巻き込まれる。

## スタッフ
- 監督：パスカル・モレリ（フランス語版）
- 製作：ロベール・レア（フランス語版）
- 原作：ユーゴ・プラット（フランス語版）
- 脚本：ナタリア・ボロダン、ティエリー・トーマス
- 音楽：フランコ・ピエルサンティ（イタリア語版）

## キャスト（声）
- コルト・マルティース：リシャール・ベリ（堀内賢雄）
- ラスプーチン：パトリック・ブシテー（フランス語版）（菅生隆之）
- マリーナ・セミノワ：マリー・トランティニャン（田中敦子）